# Египатска кухиња
Египатска кухиња рефлектује њену богату прошлост. Уз кориштење локалних намирница египатску кухињу најбоље описује прожимање грчке, турске, либанске, палестинске и сиријске традиционалне кухиње с египатским обичајима, укусом и могућностима. Њену кухињу карактеришу једноставна јела начињена из обиља сезонског воћа, поврћа и свежих зачина.
Кухиња се мало разликује од региона до региона. Јела су углавном направљена од махунарки или пасуља, лука, парадајза и лиснатог зеленог поврћа и издашно зачињена белим луком и зачинима који им дају посебан укус. Пиринач је зрно по избору Египћана, посебно сорта позната на Блиском истоку као „египатски пиринач”. Утицај колонизације се осећа и у кухињи. Дефинитивно се може видети утицај турске окупације у виду сармица од винове лозе, баклаве и кебаба. Енглеска је оставила свој печат у виду различитих сирева. Бели сос је настао под француским утицајем од бешамела.

## Опис кухиње и њене карактеристике
Свако јело представља дугу кулинарску традицију која почиње у време древних Египћана, наставља се грчко—римским периодом, и меша са сиријским, турским, либанским, јеврејским, палестинским и афричким утицајима.
Регионални утицаји египатској кухињи дају додатну разноликост. У областима уз медитеранску обалу, риба и плодови мора су најчешће на менију, а приметни су грчки и турски утицаји, док су на обали Црвеног мора доминантни арапски, палестински зачини. Унутрашњост земље и области на југу одликује нешто зачињенија храна, са јаким утицајима традиционалне северноафричке кухиње. Прехрана је врло важан социјални чин у Египту и састоји се од три дневна оброка и лаганих међуоброка.

## Дневни оброци
Уобичајено, оброци почињу супом која се служи уз лепиње, „питу хлеб” или „аиш лепињу”. Месо многим Египћанима није доступно, па се углавном користи за додавање ароме чорби или пиринчаним јелима. Ако се једе само месо, оно је обично на жару као кебаб, печено или пуњено пиринчем. Дакле, у зависности од породичног буџета, месо се једе једном или два пута недељно, а можда само једном или два пута месечно. Свакодневни оброци су поврће, „фава” пасуљ, јаја или зрневље. Фалафел, пржени пире од пасуља или леблебија са биљкама је деликатес који се често налази на Средњем истоку и представља укусну ужину. Јела у Египту се готово увек служе са салатом и умаком, као што је „бабагануш” направљен од пасираног плавог патлиџана или „фула” кога чини комбинација бораније, лимуна и биља.

### Доручак
За доручак се углавном припрема кувани пасуљ, раскуван готово до каше, колачи од пасуља, сир, јаја и џем, али и слатко попут баклаве. Египатска кухиња не познаје мека или тврда кувана јаја, као ни „јаја на оку”. Увек се пече кајгана са луком, парадајзом, паприком и козјим или овчјим сиром.  

### Ручак
Поподневни главни породични догађај, ручак, се најчешће састоји из обиља поврћа с пиринчом, речном рибом, пилетином, говедином или јањетином уз обавезну салату која се најчешће састоји од парадајза, краставаца, паприке и лука обилно зачињена першуном, коријандером, египатском ментом и уљем од белог лука. Салата је одлична за варење али је истанчаног мириса. Зато Египћани користе менту односно нану које има у изобиљу.  

### Вечера
Типична лагана вечера се састоји од јогурта, разних салата, воћа, сира и др.

## Слана јела

### Предјело
Предјело или мезе се састоји од разноликих зачињених салата, намаза и сира који порекло води из Турска. Међу познатијим специјалитетима су „бабагануш” од плавог патлиџана, који води порекло са Леванта, хумус паста од леблебија, маслиновог уља, белог лука и „тахинија”, и „табуле”, чији главни састојци су булгур, кускус, парадајз и першун. Сва ова јела су изузетно здрава и нутритивно богата.

### Специјалитети
Најпознатија јела су „фул медамис” и „кошари”. Звуче егзотично и оријентално, а у ствари ова два јела се припремају од најједноставнијих и уобичајених намирница. Фул медамис се прави од сушеног „фава” пасуља, а кошари се прави од браон сочива и пиринча. Фава пасуљ се у Египту једе сваки дан. За доручак и за вечеру, најчешће се једе као пире са додатком уља, кумином и соком од лимуна, сервиран у пита хлебу. То је уобичајени египатски доручак. „Кошари”, друго најпознатије јело у Египту је комбинација пиринча, сочива, тестенине и прженог лука сервиран са сосом који може бити благ или љут. Сочиво је извор протеина које допуњује пиринач. Пржени лук се користи за украшавање и додавање ароме, а сос се се може направити од парадајза или на бази сирћета. Тестенина пружа више угљених хидрата па чини цело јело издашнијим и доприноси ситости.

### Риба
Речне рибе шаран, сом, ципал, јегуља и гргеч припремају се по старим рецептима. Очишћена се риба најчешће суши на сунцу и једе кувана или печена у сосу од лука и зачина.

### Месо и роштиљ
Месо је незаобилазно на локалној трпези од давнина, о чему сведоче архелошки налази, остаци бројних јела са пилетином, овчетином, говедином и рибом. Припрема је најчешће једноставна, месо се зачини и грилује. Најтипичнија јела су „шавирма” (египатски гирос—кебаб) и „кофта” (месо на ражњићу). Постоје и комплекснији рецепти за овчији гулаш, „кебаб хала” или специјалитет „хамам махси” кога одликује голуб пуњен зачињеном мешавином пиринча и зелене пшенице. Најомиљенија и најефтинија свакодневна намирница су пилићи „фирак масхви”. Пеку се на грилу или се припремају у сосовима од лука на запршци од белог брашна и уз додатак кима, оригиналног египатског зачина.

### Хлеб
На трепези је обавезан „пита хлеб”, који је широко распрострањен и у околним земљама, али у Египту се прави на специфичан начин уз коришћење зачина као што су „фенегрик” (врста грчког семена) и коријандер. У зависности од начина припреме, локални народи га зову „пита аиш балади” или „аиш мерехрах”. Пита хлеб се може јести уз било шта, али се за доручак служи са још једним типично египатским специјалитетом Фул медамесом, јелом од куваног боба са белим луком, римским кимом, тахинијем и соком од лимуна.

### Прилози
Чести су прилози управо пиринач, пасуљ и сочиво. У доба фараона сочиво се посвећивала богу Мину. Богатији су јели и сочиво те биљке као салату зачињену уљем. За зрна пасуља и сочиво такође се веровало да имају афродизијачка својства па су били резервисани само за фараоне и свештенике. 

## Слатка јела
Међу најпознатијим египатским слаткишима убрајају се „басбуса”, „ом али” (који се прави од теста, млека, орашастих плодова, сувог грожђа, цимета и ваниле, а сервира се са кремом), „кунафа”, која је код нас позната као кадаиф, а филује се орасима, медом и благо сланим сиром.

### Десерт
Десерт је обично пециво пуњено смоквама, урмама и орасима, и натопљено медом, као што је баклава, или „махалабија” (врста сутлијаша) припремљен са ружином водом и посут зачинима. Јогурт и [[воће>], посебно поморанџе, урме и смокве се често једу као десерт.

### Воће
Од домаћег воћа познате су урме, које се продају сушене али се могу и ушећерити у „меласи”.

## Напици
Египатски чај од нане је најбољег квалитета, али ако се жели уживати у оригиналном укусу треба пробати чај од хибискуса који се зове „каркади”. 
 Испијање кафе или „ахве” је у Египту као и у многим другим земљама део друштвеног ритуала. Иако је Египат муслиманска земља, алкохол је доступан у хотелима и многим ресторанима у већим градовима и одмаралиштима, посебно локално тамно пиво „асванли” (тамно пиво направљено у Асвану) и „зибиб”, алкохолно пиће са укусом аниса.
Локални кафићи окупљају житеље који долазе да попију кафу, попуше наргилу (водена лула), одиграју „тавлу” (врста друштвене игре) и да слушају египатску музику.

## Занимљивости
- Једна од најнеобичнијих намирница била је лотос који је растао у барама након поплава. Египћани су брали водени цвет, сушили стабиљке на сунцу, љуштили до корена и пекли умотане у лишће.[3]
- Најомиљенији специјалитет намењен младенцима је печени голуб пуњен пиринчем. Голуб који се у Египту назива „хамам” мора бити млад јер се једино онда може јести заједно са костима. Само тако, верује се, печени голуб има афродизијачко деловање и младожењи даје велику сексуалну моћ у брачној заједници.[3]